# قلة ذوق وكثرة غلبة (مسلسل)
قلة ذوق وكثرة غلبة مسلسل سوري اجتماعي كوميدي (فكاهي) تم إنتاجه عام 2002، تدور أحداثه داخل منزل عائلة مكونة من أب وثلاثة أولاد شباب؛ الأب يفقد زوجته ويعيش أرمل يحاول أن يتزوج مرة ثانية، وتقوم أخت الأب بتنفيذ مهمة البحث عن زوجة جديدة مناسبة لأخيها (عزمي) ولكن أبناء أخيها صبحي وربحي وفتحي لا تعجبهم فكرة زواج أبيهم من امرأة ثانية بعد وفاة أمهم فيتفقون على إفشال الزواج الثاني لأبيهم من خلال تطفيش كل امرأة توافق على الزواج من والدهم، وتحصل نتيجة ذلك مجموعة من المفارقات الكوميدية بحيث تغطي أحداث المسلسل بحلقاته المتصلة المنفصلة، حيث إن لكل حلقة منه قصة مستقلة ولكن التسلسل الزمني مترابط في جميع حلقات المسلسل والتي يصل عددها إلى 40 حلقة مدة كل منها حوالي نصف ساعة.

## بطولة
- عمر حجو - عزمي
- محمد خير الجراح أبو عادل
- هدى شعراوي (ممثلة)- ام حمدي شكرية
- قصي خولي - صبحي
- الليث المفتي - ربحي
- ندين تحسين بيك - لولو
- وائل أبو غزالة - بسام
- طارق الصباغ - فتحي
- سلافة عويشق - سوسن
- رياض شحرور - أبو حمدي
- ريم عبد العزيز - طلة طلايل
- غادة بشور - ام لولو
- إخراج: هشام شربتجي
- سيناريو: حكم البابا[2]

الأبناء صبحي (قصي خولي)، ربحي (الليث المفتي)، فتحي (طارق صباغ)، وتزورهم عمتهم شكرية، أو أم حمدي (هدى شعراوي)، وتصر على تزويج عزمي، ولكن الأبناء يحضرون المقالب لمنع الزواج.من طلا طلايل

## تفاصيل الحلقات

### الحلقة الأولى
تبدأ الحلقة الأولى بعنوان ((فتح حديث)) الاخت شكرية وهي التي تقوم بتنظيف منزل اخيها واولاده اخيها عزمي وهي تقوم بالتنظيف وتحضير الطعام لهم وبنفس الوقت تكون تجري حديث على الهاتف مع زوجها (أبو حمدي), وتتحدث معه يأمور اخيها ووحدته وتطلبت منه ان يأتي لزيارته كي يقنعه بالزواج امرة اخرة بحجة اللعب معه لعبة "" الطاولة "" لان عزمي كان رافض فكرة الزواج من بعد زوجته المرحومة وبهذا الوقت يكون الابن الاصغر (فتحي) قد دخل المنزل واستمع لحديث عمته وبعدها يأتي باقي اخوته (صبحي وربحي) إلى المنزل فيخبرهم فتحي بما جرى من حديث بين عمته وزوجها وتبدأ سلسلة المقالب من الاولاد الثلاثة حيث ان هدفهم الأول يكون منع فتح هذا الحديث بقوالب كوميدية حيث انهم وعلى طاولة العمة شكرية تأتي لتقول لاخيها بأن زوجها سيزوره الليلة يقوم صبحي بنتر اخيه ربحي كي يختنق من الطعام في محاولة لتغير مجرى الحديث أو كي ينسيها ما ستقوله فهي بدورها تأتي بكوب ماء لربحي وفي المحاولة الثانية يقوم أيضا صبحي بأيقاع اخيه الصغير فتحي من على طاولة الغذاء أيضا في محاولة ثانية لايقاف أو تغير مجرى الحديث لكن في النهاية تقول شكرية كلمتها لاخيها، لكن اصرار الاولد يزداد برفضهم للزيارة بحجة ان صبحي وربحي سيأتي اصدقائهم لزيارتهم من اجل الدراسة وفتحي بحجة ان عليه فروض دراسية وعلى والده ان يدرسه لكن الاب عزمي يرفض ما يقولوه ويخبر اخته بأنه ينتظر زيارة زوجها، لكن الامر لم ينته بعد فيعلم الاشقياء الثلاثة بأن 
موعد الزيارة هي الساعة الثامنة فيبدأون بالتخطيط من اجل عدم فتح أي مجال للحديث مع والدهم وفي هذه الاثناء يكون هناك استغراب من الاب عزمي من تصرفات اولاده فهي غير طبيعيه فيحال معرفة ما يجري من خلال ابنه الصغير فتحي لكن دون ان يفهم مالسبب، يأتي موعد الزيارة بقدوم أبو حمدي ويبدأ تنفيذ الخطط، فيقوم صبحي بالجلوس معهم بحجة شرب الشاي فلا مجال لفتح الحديث لغاية الآن والغيضة على وجه أبو حمدي من جلوس صبحي معهم لكن في نهاية الامر يتركهم صبحي لعدم تمكنه من الجلوس أكثر وتبدأ الخطة الثانية بخروج فتحي لابيه بحجة الدراسة لكن يرفض والده ذلك لانه يجلس مع أبو حمدي لكن لا مانع لدى فتحي بالجلوس معهم والدراسة واضاعة الوقت عندهم لمنع فتح الحديث أيضا وسط غيظة أبو حمدي الذي كلما اراد فتح الحديث يأتيه أحد الاولد لمنع الحديث فيفهم أبو صبحي «عزمي» انه لا يستطيع الحديث بوجود فتحي فيطلب منه ان يذهب إلى غرفته ولكن بهذه الاثناء يأتي صديق ربحي خلدون وهي الخطة الثالثة لدى الاولد فيجلس خلدون وربحي مع أبو حمدي وعزمي لاضاعة الوقت لكن الاب عزمي يطلب من ربحي أخذ صديقه والذهاب إلى الغرفة، لكن لم يستسلم الاولد فيخرج صبحي مرة أخرى بحجة انه تعب من الدراسة ورغبته بمشاهدة التلفاز هذا الامر جعل أبو حمدي يستسلم فيخرج من المنزل فيخبره انه سيتكلم معه بخصوص الموضوع غدا صباحا في العمل، لتنتهي الجولة الأولى لمنع الحديث....الخ.

### الحلقة الثانية (كوابيس ليليه)
((كوابيس ليليه)) هي عنوان الحلقة الثانية حيث ان صبحي عرف ان أبو حمدي سيفتح حديثه مع أبو صبحي «عزمي» في اليوم التالي وكان ولا بد من وضع خطة لايقاف لقائهما معا فما كان من الاشقياء الثلاثة الا والاجتماع حتى ساعات متأخرة من الليل لوضع خطة محكمة وخلال الاجتماع وقعت في ذهن ربحي خطة وهي ان يوهمو ابوهم عزمي بأنه مريض فهو رجل موهوم جدا وسريع الاقتناع وبالفعل باشرو بتنفيذ الخطة ودخلو على والدهم وافزعوه من نومه ليوهموه انه كان يصرخ من شدة مرضه وان حرارته مرتفعه وبالفعل بدأ الاب يشعر بأنه مريض بسبب الوهم ولاستكمال الخطة كان لابد من صبحي ان يتصل بصديقه الدكتور (بسام) والاتفاق معه على وهم ابيه فيلبي بسام طلب صديقه صبحي ويقوم بفحص عزمي ويزيده وهم وقد نجح الامر مؤقتا، في اليوم التالي اتصل أبو حمدي بالمنزل ليطمأن على أبو صبحي فيرد صبحي فيخبره بأن والده مريض ولن يستطيع الخروج اليوم من المنزل ولكن بعد عدة دقائق تقوم عمتهم بالاتصال فيخبرها صبحي بأنه جيد ولكنه بحاجة للراحة لكن العمة شكرية وكعادتها تخاف جدا على اخيها فما كان منها الا ان اخبرته انها قادمة وهنا فزع صبحي الذي قام بأيقاظ اخيه ربحي ليخبره بأن مصيبة قادمة عليهم وان خطتهم ستنكشف فما كان منهم الا ان ايقظو والدهم بسرعة واخبروه بأنه يجب ان يذهب لمحله وبسرعة مع استغراب والدهم مما يفعلونه فتارة يخبروه بأنه يجب ان يرتاح وتارة يخبروه بأنه يجب ان يتحرك إلى عمله ولكن وفور فتحهم للباب ينصدمون بقدوم عمتهم ومعها طبيب عجوز فيتفاجئ الطرفان لكن لحسن الحظ في هذه اللحظة يغشى على الطبيب العجوز لينقذ الموقف